# Poilly-sur-Tholon
Poilly-sur-Tholon este o comună în departamentul Yonne, Franța. În 2009 avea o populație de 706 de locuitori.

## Evoluția populației
| An        | 1975 | 1982 | 1990 | 1999 | 2006 | 2009 |
| --------- | ---- | ---- | ---- | ---- | ---- | ---- |
| Populație | 491  | 565  | 581  | 594  | 683  | 706  |